# 山の原ゴルフクラブ
山の原ゴルフクラブ（やまのはらゴルフクラブ）は、兵庫県川西市山の原字下恋里に広がるゴルフ場である。

## 概要
山の原ゴルフクラブは、新たなゴルフ場建設に向け、「スポーツ振興グループ」がゴルフ場経営に乗り出したことに始まる。コース名は「スポーツ振興カントリー倶楽部」、コース設計は町田義雄・木下俊雄が、工事は株式会社大林組が行い、1965年（昭和40年）7月10日、36ホール規模のゴルフ場が開場された。
その後、2002年（平成14年）2月1日、スポーツ振興グループは会社更生法を申請、同年2月4日、保全管理命令を受け、同年5月28日、スポーツ振興株式会社は破産宣告を受けた。2002年（平成14年）5月31日、スポーツ振興株式会社と関連17社は更生手続きの開始決定、2003年（平成15年）11月、「ゴールドマンサックス」をスポンサーとする計画案が決定。
2004年（平成16年）7月17日、「アコーディアグループ」の「株式会社アコーディアAH02」によって運営されている。また、それに伴いコース名を「山の原ゴルフクラブ」と名称変更された。
また、日本のプロゴルフメジャー大会の1つ、日本プロゴルフ協会主催競技でもあり、日本選手権大会に相当する、日本プロゴルフ選手権大会などの大会開催の実績がある。

## 所在地
〒666-0154 兵庫県川西市山の原字下恋里12番地

## コース情報
- 開場日 - 1965年7月10日
- 設計者 - 町田 義雄・木下 俊雄
- 面積 - 1,650,000m2（約49.9万坪）
- コースタイプ - 丘陵コース
- コース - 36ホールズ、パー144、13,213ヤード、コースレート 山の原コース73.1、恋里コース68.3
- グリーン - 1グリーン、ベント（ペンクロス）
- フェアウエイ - ティフトン、コーライ、ライグラス
- ラフ - ティフトン、コーライ
- ハザード - バンカーの149、池が絡むホール9
- プレースタイル - 乗用カート(5人乗り)自走式、キャディ・セルフ選択可
- 練習場 - 20打席 230ヤード
- 休場日 - 定休日なし[6][7]

## クラブ情報
- ハウス面積 - 8,691m2（2,629坪）
- ハウス設計 - 株式会社大林組
- ハウス施工 - 株式会社大林組[6][7]

## ギャラリー
- コース - 「山の原ゴルフクラブ」、コースレイアウト
- ハウス - 「山の原ゴルフクラブ」、レストラン

## 交通アクセス
鉄道
- 能勢電鉄日生線 - 日生中央駅よりタクシー利用 約5分

道路
- 阪神高速道路 - 池田出入口より 10km 約15分
- 新名神高速道路 - 川西ICより 5km 約7分[8]

## メジャー選手権
- 1993年（平成5年） - 第61回 日本プロゴルフ選手権大会開催[9]

## 関連文献
- 『ゴルフ場ガイド 西版』2006-2007、「山の原ゴルフクラブ（兵庫県）」、東京 ゴルフダイジェスト社、2006年5月、2020年10月7日閲覧